# Masis
Masis (armeniska Մասիս) är en stad i Araratprovinsen i Armenien.